# Forno Martin-Siemens

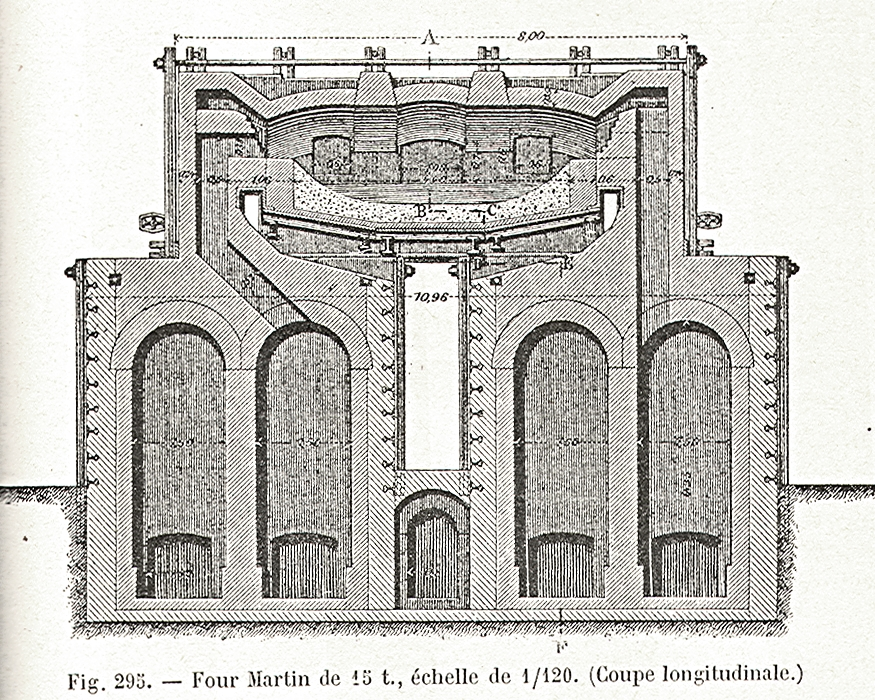
Illustrazione di un forno Martin-Siemens, tratta da "Manuel de la métallurgie du Fer" di Adolf Ledebur, 1895.

Il forno Martin-Siemens o forno open-hearth è utilizzato nelle acciaierie mondiali o fonderie, in particolare nel nord Europa. Il Siemens ha il principale scopo di eliminare il carbonio contenuto nella ghisa ed altre sporcizie della "ghisa grezza" (in inglese pig iron), al fine di ottenere l'acciaio.
L'acciaio è una lega principalmente costituita da ferro e carbonio, dove quest'ultimo è presente con un tenore non superiore al 2.06 % circa, superato il quale l'acciaio assume la denominazione di ghisa. Ed in effetti acciaio e ghisa sono correlati tra loro non solo sotto questo aspetto, ma anche per il fatto che l'acciaio non può essere prodotto direttamente, ma la sua produzione passa attraverso un processo indiretto che permette di ottenere dapprima la ghisa, che viene considerata quindi in questo caso un prodotto intermedio.

## Storia

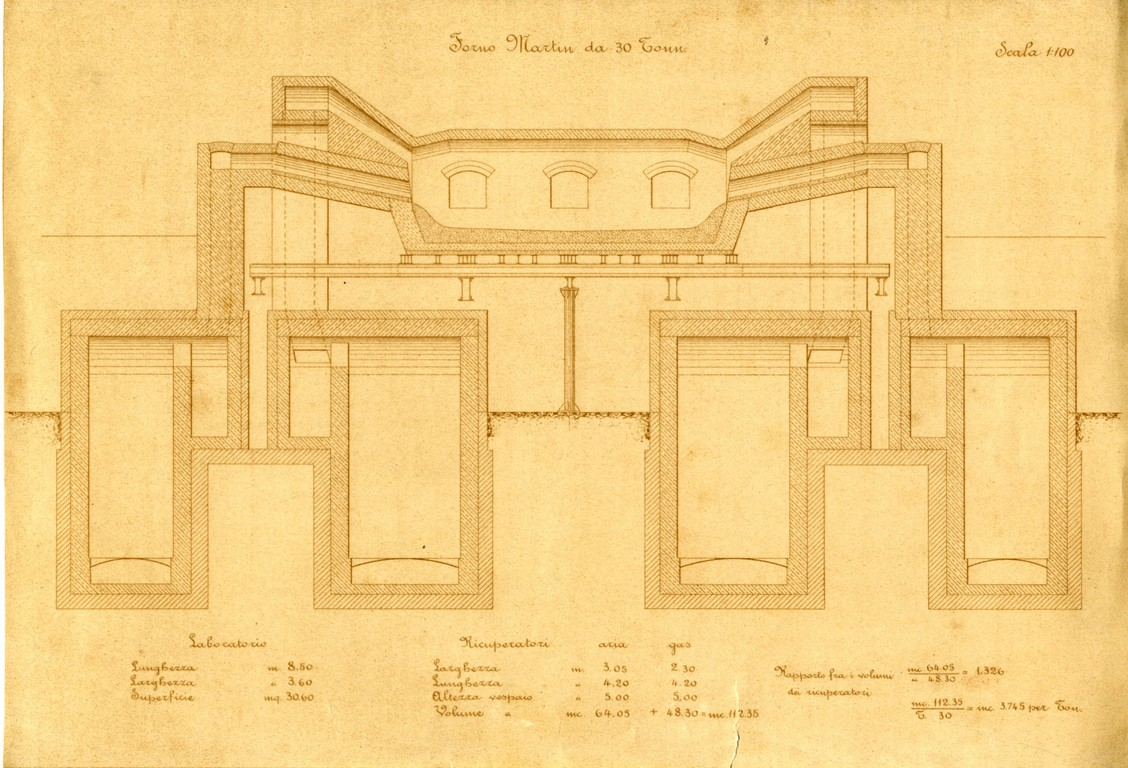
Sezione del forno Martin-Siemens da 30 tonnellate, 1917

Il forno Siemens fu ideato da sir Carl Wilhelm Siemens intorno al 1850. Rispetto alle metodologie precedenti, questo forno riusciva a diminuire i consumi di combustibile del 70-80%.
L'impiego del forno Siemens per l'ossigenazione della ghisa si deve all'ingegnere francese Pierre-Emile Martin, nel 1865. Da quel momento il forno fu denominato quindi "forno Martin-Siemens". Nel 1892 il processo Martin-Siemens era definitivamente soppiantato negli Stati Uniti d'America dai convertitori a ossigeno (come il convertitore Bessemer e il processo LD). La nazione con la percentuale più alta di acciaio prodotto a mezzo del processo Martin-Siemens (circa il 50%) è l'Ucraina.

## Descrizione della sezione del forno
Nella parte superiore è disposto il laboratorio, che sostanzialmente è un forno a riverbero con un bacino a pianta rettangolare a piccola profondità e con il fondo leggermente digradante verso il foro di colata che si trova sulla parte posteriore. Il bacino del laboratorio, chiamato suola, è costituito da mattoni refrattari ricoperti da uno strato, anch'esso refrattario, dello spessore di 20 cm.
A seconda del tipo di ghisa madre utilizzata si possono avere tre diversi tipi di suola:
- suola acida,
- suola basica,
- suola neutra.

La volta del laboratorio è quasi sempre di refrattario acido.

## Funzionamento
Il gas combustibile e l'aria entrano separatamente in due distinte camere, all'interno di esse i due fluidi si riscaldano sino a una temperatura di 1000/1100 °C, sottraendo calore a pile di mattoni refrattari aventi una temperatura di circa 1200 °C, continuando il loro percorso nelle tubature, si vengono a incontrare nel laboratorio e reagiscono bruciando, riscaldano la carica metallica con una lunga fiamma che lambisce dall'alto e di lato, portandola a una temperatura sui 1800 °C, sufficientemente al di sopra di quella di fusione. Contemporaneamente i fumi imboccano l'uscita del laboratorio e percorrono le tubature fino a raggiungere altre due camere, nelle quali cedono calore alle pile di mattoni refrattari i quali si riscaldano, facendo ripartire il ciclo. I fumi vengono trattati e depurati prima di essere immessi nell'atmosfera, infine pervengono al camino. 
L'immissione dei gas dura circa mezz'ora, poi vengono azionate le valvole di inversione, che appunto, scambiano la direzione dei gas nelle camere, cioè, quelle che prima hanno ceduto calore ai gas, adesso lo riacquisteranno dai fumi.